# Christian Ruuttu
Christian Ruuttu (* 20. Februar 1964 in Lappeenranta) ist ein ehemaliger finnischer Eishockeyspieler, der in seiner aktiven Zeit von 1982 bis 1999 unter anderem für die Buffalo Sabres, Chicago Blackhawks und Vancouver Canucks in der National Hockey League gespielt hat. Sein Sohn Alexander ist ebenfalls ein professioneller Eishockeyspieler.

## Karriere
Christian Ruuttu begann seine Karriere als Eishockeyspieler bei Ässät Pori, für das er von 1982 bis 1985 in der SM-liiga aktiv war. In diesem Zeitraum wurde er im NHL Entry Draft 1983 in der siebten Runde als insgesamt 134. Spieler von den Buffalo Sabres ausgewählt und scheiterte mit seiner Mannschaft in der Saison 1983/84 erst im Playoff-Finale an Tappara Tampere. Zunächst blieb der Angreifer jedoch in Finnland, wo er in der Saison 1985/86 für den HIFK Helsinki auflief. Von 1986 bis 1992 war der Linksschütze als Stammspieler für Buffalo in der National Hockey League aktiv, ehe er am 15. Juni 1992 im Tausch für Stéphane Beauregard an die Chicago Blackhawks abgegeben wurde. Die aufgrund des Lockouts verkürzte Saison 1994/95 begann der Finne bei seinem Ex-Club HIFK Helsinki, ehe er nach Wiederaufnahme des Spielbetriebs in der NHL nach Chicago zurückkehrte. Die Spielzeit beendete er jedoch bei den Vancouver Canucks, zu denen er kurz vor dem Ende der Trade Deadline für Murray Craven transferiert wurde.
Im Sommer 1995 kehrte Ruuttu dauerhaft nach Europa zurück, wo er anschließend je eine Spielzeit lang für Västra Frölunda aus der schwedischen Elitserien und den Grasshopper Club Zürich in der Schweizer Nationalliga B auf Torejagd ging – in Zürich zusammen mit seinem Landsmann Mika Nieminen. Nach je einem Jahr in der SM-liiga beim HIFK Helsinki, mit dem er 1998 zum ersten und einzigem Mal in seiner Laufbahn Finnischer Meister wurde und den Espoo Blues beendete der ehemalige Nationalspieler im Anschluss an die Saison 1998/99 im Alter von 35 Jahren seine Karriere.

### International
Für Finnland nahm Ruuttu an den Junioren-Weltmeisterschaften 1983 und 1984 teil. Des Weiteren stand er im Aufgebot Finnlands bei den Weltmeisterschaften 1985, 1986, 1987, 1990, 1991, 1992, 1994 und 1996, sowie beim World Cup of Hockey 1996.

## Erfolge und Auszeichnungen
- 1984 Finnischer Vizemeister mit Ässät Pori
- 1986 SM-liiga All-Star-Team
- 1986 Meiste Vorlagen in der SM-liiga
- 1988 NHL All-Star Game
- 1998 Finnischer Meister mit HIFK Helsinki

### International
- 1984 Silbermedaille bei der Junioren-Weltmeisterschaft
- 1991 Bester Torschütze bei der Weltmeisterschaft
- 1992 Silbermedaille bei der Weltmeisterschaft
- 1994 Silbermedaille bei der Weltmeisterschaft